# Atto
atto（あっと），日本漫画家，代表作為《悠悠哉哉少女日和》。

## 經歷
atto以《月刊Comic Alive》新人賞作品《小惡魔蛋白甜餅》出道，以8頁四格漫畫的形式刊載於2007年12月號，下一期即開始不定期連載。2008年5月號發表兩部單篇作品《とことこ》和《夢中的夢》（ユメのユメ），2009年3月號發表單篇《橘家的星期日》（橘さんちの日曜日）。2009年11月號開始連載《悠悠哉哉少女日和》，內容以前兩部短篇為原型。

## 主要作品

### 漫畫連載
- 《小惡魔蛋白甜餅（日语：こあくまメレンゲ）》（Media Factory《月刊Comic Alive》2007年12月号[1] - 2009年3月）不定期連載
- 《悠悠哉哉少女日和》（Media Factory《月刊Comic Alive》2009年11月号[6] - 2021年4月号[7]）
- 《悠悠哉哉少女日和 Remember》（Media Factory《月刊Comic Alive》2021年7月号[8] - 2022年3月号[9]）外傳/短期連載

### 單篇漫畫
- 《＆夢中的夢》（Media Factory《月刊Comic Alive》2008年5月號[3]）
- 《橘家的星期日》（Media Factory《月刊Comic Alive》2009年3月號[4]）

### 選集
- 我的朋友很少 公式漫畫選集（MF Comics Alive Series）
- 悠悠哉哉少女日和 公式漫畫選集（MF Comics Alive Series）
- 悠悠哉哉少女日和 公式漫畫選集 秋！（MF Comics Alive Series）
- 悠悠哉哉少女日和 公式漫畫選集 冬！（MF Comics Alive Series）
- 悠悠哉哉少女日和 公式漫畫選集 春！（MF Comics Alive Series）
- 悠悠哉哉少女日和 四格漫畫選集（MF Comics Alive Series）
- 黃金拼圖 漫畫選集（Manga Time KR Comics）
- 熊巫女 公式漫畫選集（MF Comics）
- 少女終末旅行 公式漫畫選集（MF Comics）

### 電視動畫
- 《屬性同好會》（2014年、第8話）
- 《天使降臨到我身邊！》（2019年、第11話）
- 《賢惠幼妻仙狐小姐》（2019年、第9話）

### 其他
- 悠悠哉哉少女日和8.5 公式導讀手冊（MF Comics Alive Series）
- 《高校艦隊》（角色原案）
  - 《劇場版 高校艦隊》（角色原案）
- 《异度神剑2》（設計）
- 《歲月流逝飯菜依舊美味》（人物、故事原案）